# Бърно-град
Окръг Бърно-град (на чешки: Okres Brno-město) е една от 7-те административни единици на Южноморавски край, Чехия. Площта му е 230,22 km2, а населението му – 377 028 души (2016). Административен център и единствено населено място в окръга е град Бърно. Код по LAU-1 – CZ0642.

## География
Разположен е в центъра на Южноморавския край. От всички страни е заобиколен от територията на окръг Бърно-район.

## Образование
По данни от 2003 г.:
| Вид училище                         | Брой училища |
| ----------------------------------- | ------------ |
| Детски градини                      | 142          |
| Начални училища                     | 74           |
| Гимназии                            | 21           |
| Средни училища и промишлени училища | 38           |
| Средни професионални училища        | 12           |
| Висши професионални училища         | 11           |

## Здравеопазване
По данни от 2003 г.:
| Лекари                                      | 2752 |
| Болници                                     | 12   |
| Специализирани заведения за лечение и отдих | 3    |
| Зъболекари                                  | 268  |
| Аптеки                                      | 100  |

## Транспорт
Територията на окръга се пресича от магистралите D1 и D2, както и от първокласните пътища (пътища от клас I) I/23, I/41, I/42 (градски), I/43, I/50 и I/52. Пътища от клас II в окръга са II/373, II/374, II/380, II/384, II/386, II/417, II/430, II/602, II/640 и II/642.